# Област Хас
Област Хас (алб. Rrethi i Hasit) је једна до 36 области Албаније. Има 20.000 становника (процена 2004), и површину од 374 km². На североистоку је земље, а главни град је Круме.
Обухвата општине: Гољај, Ђинај и Фајз.